# 五合桝遺跡
五合桝遺跡（ごんごうますいせき）は、神奈川県鎌倉市極楽寺一丁目にある中世の城郭とされる遺跡。この遺跡自体が指定物件ではないが、2006年（平成18年）7月28日に国の史跡に指定された「仏法寺跡」内に含まれている。

## 概要
鎌倉市西部の江ノ島電鉄極楽寺駅東方の、成就院の裏山山頂に位置する方形土塁に囲まれた曲輪状の遺構である。なお、五合桝遺跡の北西約700メートルの、標高94メートルの丘陵尾根筋には、五合桝遺跡より一回り大きい曲輪状の遺構を持ち城郭と見なされている一升桝遺跡（いっしょうますいせき）が存在する（「一升桝」「五合桝」は地元の呼称である）。
神奈川県教育委員会と鎌倉市教育委員会が、2000年（平成12年）に山稜部の遺構分布調査および発掘調査を実施し、一升桝遺跡を13世紀中頃から14世紀前半にかけての街道を監視するための城郭遺構と判断した。五合桝遺跡も、同じく13世紀中頃から14世紀前半にかけて、一升桝と対になって機能した城郭とされ、後に14世紀末期頃から石塔類を祀る供養の場に転用されたと推定された。
なお、五合桝遺跡のある丘陵山頂から東山麓にかけては、極楽寺の有力末寺として13世紀後半から17世紀中頃まで存続した「仏法寺」跡（国の史跡）でもあり、2002年（平成14年）の発掘調査で、礎石をもつ建物跡や池跡、供養地等が検出されている。
このように鎌倉市や文化庁は、五合桝遺跡を鎌倉時代後半から南北朝時代前半ごろの城郭と位置付けており、城郭から供養の場への変遷が判明したとしているが、西股総生はこの遺構について、土塁以外には堀切などの防御遺構が見られないことから、城郭ではなく寺院関連の遺構とみて良いのではないかとしている。